# 莱恩·查普尔
伦纳德·R·查普尔（英語：Leonard R. Chappell，1941年1月31日—2018年7月12日），美国NBA联盟前职业篮球运动员。他在1962年的NBA选秀中第1轮第4顺位被西拉丘斯国民选中。